# Jamestown Foundation
Jamestown Foundation là một viện nghiên cứu và phân tích dựa ở Washington, DC. Được thành lập vào năm 1984 như một nền tảng để hỗ trợ những người di cư từ Liên Xô, nhiệm vụ của tổ chức được tuyên bố hiện nay là thông báo và giáo dục các nhà hoạch định chính sách về các sự kiện và xu hướng, mà nó được coi là có tầm quan trọng chiến lược hiện tại đối với Hoa Kỳ. Jamestown xuất bản các ấn phẩm tập trung vào Trung Quốc, Nga, Âu Á và các khủng bố toàn cầu.

## Sáng lập và sứ mệnh
Quỹ Jamestown được thành lập vào năm 1984 sau khi Arkady Shevchenko, một quan chức cấp cao nhất của Liên Xô từng đào tẩu khi ông rời vị trí Tổng thư ký Liên Hợp Quốc, đào ngũ vào năm 1978. William Geimer, một luật sư người Mỹ, đã làm việc chặt chẽ với Shevchenko, và thiết lập nền tảng như một phương tiện để quảng bá các bài viết của nhà ngoại giao Liên Xô cũ và của Ion Pacepa, một cựu sĩ quan tình báo hàng đầu của Rumani; với sự giúp đỡ của nền tảng này, cả hai người đào thoát đã xuất bản những cuốn sách bán chạy nhất thời đó. Giám đốc CIA William J. Casey đã giúp hỗ trợ thành lập Quỹ Jamestown, đồng ý với các khiếu nại của mình rằng cộng đồng tình báo Hoa Kỳ không cung cấp đủ tài chính cho những người đào thoát khỏi khối Xô Viết. Nền tảng, ban đầu cũng được dành để hỗ trợ các nhà bất đồng chính kiến Liên Xô, cho phép những người đào thoát khỏi Khối Đông phương kiếm thêm tiền bằng cách giảng bài và viết báo.
Theo những gì trang web của mình: "Nhiệm vụ của Jamestown Foundation là thông báo và giáo dục các nhà hoạch định chính sách và cộng đồng chính sách rộng lớn hơn về các sự kiện và xu hướng trong các xã hội quan trọng về mặt chiến lược hoặc chiến thuật đối với Hoa Kỳ và thường xuyên hạn chế quyền truy cập vào thông tin đó. Sử dụng các nguồn chính và có sẵn, tài liệu của Jamestown được phân phối mà không có sự thiên vị chính trị, bộ lọc hoặc chương trình nghị sự. Nó thường là nguồn thông tin duy nhất nên, nhưng không phải lúc nào cũng có sẵn thông qua các kênh chính thức hoặc tình báo, đặc biệt là liên quan đến Á-Âu và khủng bố. " Quỹ mô tả "khả năng độc đáo của nó để gợi ra thông tin từ những người có kinh nghiệm trực tiếp với các chế độ và các nhóm đe dọa an ninh quốc gia Hoa Kỳ". Nó tuyên bố đã "đóng góp trực tiếp vào việc truyền bá dân chủ và tự do cá nhân tại các quốc gia Khối Cộng sản cũ".

## Ban giám đốc
Trong quá khứ, hội đồng quản trị của Jamestown đã từng gồm Zbigniew Brzezinski, cựu Cố vấn An ninh Quốc gia cho Tổng thống Hoa Kỳ Jimmy Carter. Hội đồng hiện tại của Jamestown bao gồm Ủy viên cấp cao của Viện Brookings Bruce Riedel, người từng phục vụ tại Nhà Trắng dưới thời tổng thống Bill Clinton và năm 2009 được Tổng thống Barack Obama giao nhiệm vụ chỉnh sửa chính sách của Hoa Kỳ về Afghanistan và Pakistan.
Kể từ năm 2010, hội đồng hiện tại của quỹ này bao gồm Tướng Michael V. Hayden, Bruce Riedel, Carlton W. Fulford Jr., Kathleen Troia McFarland, Bruce Hoffman, James H. Burnley IV và Frank Keat, trong khi các nhân viên của Jamestown bao gồm David Satter, Michael Scheuer (rời khỏi công ty vào năm 2009, anh ta tuyên bố mình bị sa thải vì những lời chỉ trích về quan hệ Mỹ-Israel), Vladimir Socor, và Willy Wo-Lap Lam, một chuyên gia Trung Quốc ở Hồng Kông, và Stephen Ulph, một chuyên gia hàng đầu về tư tưởng thánh chiến.

## Các hoạt động hiện tại
Hiện tại, trọng tâm chính của tổ chứ này là Trung Quốc, Âu Á, Nga và khủng bố toàn cầu. Kể từ năm 2008, các ấn phẩm của nó có thể kể đến Eurasia Daily Monitor, Global Terrorism Analysis, China Brief, North Caikaus Weekly, (trước đây là Chechnya Weekly) và Recent From Thổ Nhĩ Kỳ. Các ấn phẩm trước đây bao gồm Eurasia Security Trends, Fortnight in Review, North Korea Review, Russia và Eurasia Review, Russia's Week, Spotlight on Terror, Terrorism Focus and Terrorism Monitor. Cùng với các ấn phẩm này, Jamestown tạo ra các báo cáo không thường xuyên  và sách.

## Bộ sưu tập Nikolai Getman
Tổ chức này đã sưu các bức tranh về trại cải tạo Gulag của họa sĩ người Nga Nikolai Getman. Getman bị chế độ Xô Viết giam cầm tám năm vì tham gia tuyên truyền chống Liên Xô do kết quả của bức tranh biếm họa Stalin mà một trong những người bạn của ông đã vẽ trên vỏ hộp thuốc lá. Nhưng ông sống sót, và trong bốn thập kỷ, ông đã bí mật lao động trong việc tạo ra một bản ghi hình ảnh của hệ thống Gulag. Vào tháng 9 năm 2009, Jamestown Foundation đã chuyển bộ sưu tập Getman cho Quỹ Di sản.

## Tiếp nhận
Năm 2009, chính phủ Nga đã cáo buộc viện nghiên cứu này truyền bá, tuyên truyền chống phá Nga bằng cách tổ chức một cuộc tranh luận về bạo lực ở khu vực hỗn loạn Ingushetia của Nga. Theo một tuyên bố của Bộ Ngoại giao Nga: "Các nhà tổ chức hết lần này đến lần khác cố tình truyền bá vu khống về tình hình ở Chechnya và các nước cộng hòa khác của Bắc Kavkaz Nga bằng cách sử dụng dịch vụ của những kẻ ủng hộ những cuộc khủng bố và các chuyên gia giả mạo. Các diễn giả đã được trao cho carte blush để truyền bá tuyên truyền cực đoan, kích động sự bất hòa giữa các sắc tộc và liên tôn giáo. " 
Tổ chức Jamestown đã trả lời bằng cách nói rằng Nga cảm thấy bị đe dọa bởi nó và đang cố gắng đe dọa nó. Chủ tịch quỹ Glen Howard tuyên bố rằng "họ bị đe dọa bởi sức mạnh của từ tự do và điều này đi ngược lại sự thao túng của nhà nước đối với truyền thông ở Nga." 

Vào ngày 8 tháng 12 năm 2011, Đại sứ Daniel Benjamin, Điều phối viên chống khủng bố của Bộ Ngoại giao Hoa Kỳ cho biết, chính quyền Obama đã ca ngợi Jamestown vì đã nghiên cứu và phân tích các vấn đề khủng bố trên thế giới. Trong bài phát biểu chính được đưa ra tại Hội nghị khủng bố thường niên lần thứ năm của Jamestown, Amb. Benjamin nhận xét: "Vì cam kết của Jamestown về học bổng và phân tích nghiêm túc về các vấn đề khủng bố, tôi không thể nghĩ ra nơi nào thích hợp hơn để thực hiện phán đoán cuối năm về Al-Qaeda - một đánh giá đặc biệt kịp thời sau một năm đáng chú ý như vậy. " 